# 松尾巳代治
松尾 巳代治（まつお みよじ、1847年（弘化4年11月） - 1904年（明治37年）7月13日）は、日本の政治家、衆議院議員（1期）。

## 経歴
肥前国長崎に生まれる。貿易商と綿花、肥料取引、穀物商を営む。長崎土木(株)社長兼専務取締役、(資)松尾精米所社員、長崎委託、長崎新報、東洋浚渫、長崎米穀株式石油取引所各(株)監査役、長崎商業会議所副会頭を務め、長崎市会議員、長崎県会議員に就任。また、1876年のフィラデルフィア万国博覧会特別会員、長崎港荷受問屋総代を務めた。
1899年、浅田次郎の死去による長崎1区の補欠選挙に立候補して当選する。衆議院議員を1期務め、1902年の第7回衆議院議員総選挙は不出馬。1904年死去。